# Coelogyne flexuosa
Coelogyne flexuosa é uma espécie de orquídea epífita, família Orchidaceae, originária do leste de Java e de Bali.